# Michael Evans Behling
Pour les articles homonymes, voir Behling.
Michael Evans Behling (né le 5 mars 1996) est un acteur et mannequin américain, connu pour son rôle de Jordan Baker dans la série dramatique américaine All American,,,.

## Biographie
Michael Evans Behling est né à Colombus, dans l'Ohio et a été adopté par Mike et Carol Behling, mais il a grandi à Colombus, dans l'Indiana. Il a annoncé en mars 2020, dans une vidéo YouTube que son père était Nigérian et sa mère d'origine allemande. Il a 3 frères et sœurs, Matt, Adam, et Andrea. La famille Behling est propriétaire d'un terrain de 10 hectares, de plusieurs chats et chiens et d'un poulailler,.  Le sport a toujours été important dans sa vie, puisqu'il joue au baseball, au football et au volleyball. 
Michael a toujours voulu être acteur, depuis son plus jeune âge. Il a d'ailleurs réalisé une rédaction à ce propos, lors d'un de ses cours, parlant de ce rêve. Son professeur lui a alors dit qu'il n'y arriverait pas, lui conseillant plutôt un métier scientifique, ce qui l'a démotivé. Il a commencé à repenser à cette carrière d'acteur quand il était au lycée, en voyant la performance d'Heath Ledger dans The Dark Knight : Le Chevalier noir, film devenu une inspiration pour Michael, qu'il aurait regardé une centaine de fois,. Il a rejoint l'université Columbus North High School, où il a joué au football et fait de l'athlétisme pendant 2 ans. Il a été diplômé en 2015. Il a continué l'athlétisme après l'université, en se spécialisant dans le 400 mètres haies. Il a arrêté les compétitions après deux blessures au pied, nécessitant deux opérations chirurgicales. Il a ensuite rejoint l'université d'État de l'Indiana pendant 2 ans, pour commencer des études de médecine, avant d'arrêter pour continuer dans le mannequinat et le cinéma. Avant de commencer sa carrière d'acteur, il a travaillé en tant qu'assistant de direction au Donner Aquatic Center à Columbus (Indiana).

## Carrière
Pendant qu'il était à l'université, Michael Behling a commencé le mannequinat, et son équipe l'a convaincu de passer également des auditions pour des rôles d'acteur. Il a réalisé plusieurs campagnes de publicité pour Adidas, Finish Line et White Castle. Il a commencé sa carrière à la télévision en 2017 avec un rôle de figurant dans la série Empire. En mars 2018, il obtient le rôle de Jordan Baker dans la série dramatique All American, et commence le tournage pour l'épisode pilote deux semaines plus tard. Il déménage donc à Los Angeles en janvier 2018, au début du tournage. Il a dit s'être identifié à son personnage par son caractère et ses origines. Il apprécie également le fait que la série mette en avant la communauté LGBT et Afro-Américaine. Son rôle de Jordan Baker est un tournant pour sa carrière. Il est actuellement représenté par l'agence HRI Talent and Management 101. Il rêve de travailler aux côtés de ses deux modèles Denzel Washington et Leonardo DiCaprio.

## Vie privée
Michael Evans Behling vit à Los Angeles. Il est pleinement engagé en faveur de la cause animale et de la prévention pour la santé mentale. Il est ami avec sa co-star de la série All American, Daniel Ezra, et sort souvent avec lui après les tournages.
 Il possède une ligne de vêtements, Designed At 5AM, qu'il a commencé avec trois amis du lycée (Nicholas Stevens, Drew Thompson, et Floyd Athaide). 

## Filmographie
| Année        | Titre              | Rôle          | Notes                                         |
| ------------ | ------------------ | ------------- | --------------------------------------------- |
| 2017         | Empire             | Figurant      | Épisode : Jour de grève (04.07)               |
| 2018–présent | All American       | Jordan Baker  | Rôle principal                                |
| 2019         | Grey's Anatomy     | Brady         | Épisode : Bienvenue chez les Shepherd (15.21) |
| 2021         | Comme Cendrillon 6 | Jackson Stone |                                               |